# Championnat du monde des clubs masculin de volley-ball 1990
Navigation
1989 1991
Le Championnat du monde des clubs de volley-ball masculin 1990 est la deuxième édition du Championnat du monde des clubs de volley-ball masculin, organisée par la Fédération internationale de volley-ball. Elle se déroule du 1er au 2 décembre 1990 en Italie pour la deuxzième fois de son histoire. Tous les matches se jouent à Milan.
Le Mediolanum Milano remporte son premier titre de champion du monde des clubs.

## Participants
| Club                  | Pays             | Confédération | Titre                      |
| --------------------- | ---------------- | ------------- | -------------------------- |
| Philips Modena        | Italie           | CEV           | Champion d'Europe          |
| Banespa Sao Paulo     | Brésil           | CSV           | Champion d'Amérique du sud |
| Hiroshima             | Japon            | AVC           | Champion d'Asie            |
| ASP Mahad             | Algérie          | CAVB          | Champion d'Afrique         |
| Il Messaggero Ravenna | Italie           | CEV           | Wild card                  |
| Mediolanum Milano     | Italie           | CEV           | Hôte                       |
| Maxicono Parme        | Italie           | CEV           | Wild card                  |
| CSKA Moscou           | Union soviétique | CEV           | Wild card                  |

## Classement final
| Rang | Équipe                | Nation           | Confédération |
| ---- | --------------------- | ---------------- | ------------- |
| 1    | Mediolanum Milano     | Italie           | CEV           |
| 2    | Banespa Sao Paulo     | Brésil           | CSV           |
| 3    | Maxicono Parme        | Italie           | CEV           |
| 4    | Il Messaggero Ravenna | Italie           | CEV           |
| 5    | CSKA Moscou           | Union soviétique | CEV           |
| 6    | Philips Modena        | Italie           | CEV           |
| 7    | ASP Mahad             | Algérie          | CAV           |
| 8    | Hiroshima             | Japon            | AVC           |